# Xestia pseudaccipiter
Xestia pseudaccipiter là một loài bướm đêm trong họ Noctuidae.